# Kerlaz

Kerlaz este o comună în departamentul Finistère, Franța. În 1 ianuarie 2022 avea o populație de 798 de locuitori.